# Verguisme
El verguisme (algun cop també anomenat marquisme) és un corrent polític aparegut a Mallorca a partir de 1917 i liderat per Joan March Ordinas, anomenat "Verga".
March havia assolit una important fortuna a través del contraban de tabac, la parcel·lació de grans propietats rurals de l'illa, els transports marítims i una fàbrica de químiques. La seva entrada en política comença el 1915 quan pressionà a favor dels conservadors de Dato a les eleccions de Palma. El 1919 March patrocinà la reorganització del Partit Liberal mallorquí amb la col·laboració de Bernat Amer Pons i Alexandre Rosselló. March s'enfrontà al maurisme representat pel millonari Manuel Salas del que era enemic personal. Per extensió es troba l'hostilitat de la dreta conservadora que fins llavors havia controlat el sistema caciquil illenc.
Les tesis del verguisme s'acostaven a l'esquerra liberal que preconitzava a nivell estatal Santiago Alba Bonifaz. Per això intentà marginar als liberals seguidors de Weyler i combaté el regionalisme de Francesc Cambó fet que impossibilità un acostament a l'incipient mallorquinisme.
March no intentà una regeneració de la vida política mallorquina sinó que intentà el lloc de cacic com assolí a les eleccions de 1923. Aquesta hegemonia era fruit de la neutralització dels conservadors i un pacte tàcit amb sectors de fora del sistema com socialistes (donació de la Casa del Poble), reformistes, republicans federals i regionalites. Part dels membres del Centre Regionalista de Mallorca entraren al partit de March i fins i tot Guillem Forteza arribà a ser batle de Palma (1923)
L'ascensió de March provocà una divisió política a Mallorca entre l'esperit burgès renovador dels verguistes (liberals, republicans reformistes i de vegades també per republicans radicals i socialistes) i la reacció en contra de l'antiverguisme (conservadors, mauristes, liberal-weyleristes i carlins). Aquests dos grups es disputaren el controls de les institucions de govern local fins a 1923.

## Líders del verguisme
- Joan March Ordinas
- Alexandre Rosselló
- Bernat Amer Pons
- Lluís Alemany Pujol
- Guillem Forteza
- Jaume Suau Pons